# Stopplaats Willemsdorp
Willemsdorp (afkorting Wld) is een voormalige stopplaats aan de Staatslijn I tussen Lage Zwaluwe en Rotterdam DP.
De stopplaats van Willemsdorp was in gebruik van 1 januari 1872 tot 1 januari 1938. Van 1 januari 1945 tot 1 januari 1946 diende de voormalige halte tijdelijk als eindpunt wegens de opgeblazen Moerdijkspoorbrug. Daarna is de halte definitief opgeheven en in de jaren daarna is de halte gesloopt.